# Amphoe Bang Rachan
Amphoe Bang Rachan (Thai: อำเภอ บางระจัน) ist ein Landkreis (Amphoe – Verwaltungs-Distrikt) der Provinz Sing Buri. Die Provinz Sing Buri liegt in der Zentralregion von Thailand.

## Geographie
Benachbarte Distrikte (von Norden im Uhrzeigersinn): Amphoe Sankhaburi der Provinz Chai Nat, die Amphoe In Buri, Mueang Sing Buri und Khai Bang Rachan der Provinz Sing Buri sowie Amphoe Doem Bang Nang Buat der Provinz Suphan Buri.

## Geschichte
Der größere Teil des heutigen Landkreises Bang Rachan war in der Vergangenheit ein Teil der historischen Mueang Sing. 
Als die Regierung Mueang Sing erneut einrichteten, wurde das Gebiet in zwei Teile unterteilt – Bang Phutsa (heute Mueang Sing Buri) und Sing. 1993 wurde der Distrikt in Bang Rachan umbenannt.
Das erste Verwaltungsgebäude des Landkreises lag am rechten Ufer des Noi-Flusses im Tambon Choeng Klat. 1898 wurde es an das linke Ufer ins Tambon Sing verlegt.
Der historische Kampf der thailändischen Dorfbevölkerung von Bang Rachan gegen die birmanische Armee fand – trotz der Namensgleichheit – nicht in diesem Landkreis statt, sondern im benachbarten Amphoe Khai Bang Rachan, das 1972 vom Bezirk Bang Rachan abgetrennt wurde.

## Bildung
In Amphoe Bang Rachan befindet sich ein Nebencampus der Rajabhat-Universität Thepsatri.

## Verwaltung

### Provinzverwaltung
Der Landkreis Bang Rachan ist in acht Tambon („Unterbezirke“ oder „Gemeinden“) eingeteilt, die sich weiter in 76 Muban („Dörfer“) unterteilen.
| Nr. | Name         | Thai   | Muban | Einw. |
| --- | ------------ | ------ | ----- | ----- |
| 01. | Sing         | สิงห์    | 09    | 4.150 |
| 02. | Mai Dat      | ไม้ดัด   | 14    | 7.264 |
| 03. | Choeng Klat  | เชิงกลัด | 13    | 4.700 |
| 04. | Pho Chon Kai | โพชนไก่ | 10    | 4.714 |
| 05. | Mae La       | แม่ลา   | 06    | 1.644 |
| 06. | Ban Cha      | บ้านจ่า  | 08    | 3.235 |
| 07. | Phak Than    | พักทัน   | 10    | 4.759 |
| 08. | Sa Chaeng    | สระแจง | 06    | 4.125 |

### Lokalverwaltung
Es gibt eine Kommune mit „Stadt“-Status (Thesaban Mueang) im Landkreis:
- Bang Rachan (Thai: เทศบาลเมืองบางระจัน) bestehend aus den Teilen der Tambon Sing, Mai Dat, Choeng Klat, Pho Chon Kai.

Außerdem gibt es fünf „Tambon-Verwaltungsorganisationen“ (องค์การบริหารส่วนตำบล – Tambon Administrative Organizations, TAO)
- Mai Dat (Thai: องค์การบริหารส่วนตำบลไม้ดัด) bestehend aus den Teilen der Tambon Mai Dat, Choeng Klat.
- Mae La (Thai: องค์การบริหารส่วนตำบลแม่ลา) bestehend aus dem kompletten Tambon Mae La und den Teilen der Tambon Sing, Pho Chon Kai.
- Ban Cha (Thai: องค์การบริหารส่วนตำบลบ้านจ่า) bestehend aus dem kompletten Tambon Ban Cha.
- Phak Than (Thai: องค์การบริหารส่วนตำบลพักทัน) bestehend aus dem kompletten Tambon Phak Than.
- Sa Chaeng (Thai: องค์การบริหารส่วนตำบลสระแจง) bestehend aus dem kompletten Tambon Sa Chaeng.